# 이나가키 유타
이나가키 유타(일본어: 稲垣 雄太, 1992년 1월 8일 ~ )는 일본의 축구 선수이다.

## 구단 경력
과거 FC 마치다 젤비아, MIO 비와코 시가에서 활동하였다.